# Moisiej Markow
Moisiej Aleksandrowicz Markow (ros. Моисей Александрович Марков, ur. 30 kwietnia?/13 maja 1908 w Rasskazowie, zm. 1 października 1994 w Moskwie) – radziecki fizyk, akademik Akademii Nauk ZSRR, profesor.

## Życiorys
W 1926 skończył szkołę średnią, w 1930 Wydział Fizyczno-Matematyczny Moskiewskiego Uniwersytetu Państwowego im. Łomonosowa, a w 1933 aspiranturę. Pracował w Naukowo-Badawczym Instytucie Fizyki pod kierunkiem Siergieja Wawiłowa, jednocześnie 1930-1931 wykładał w Moskiewskim Obwodowym Uniwersytecie Komunistycznym, 1931-1932 sekcji fizyki Akademii Komunistycznej, a 1931-1933 w Instytucie Czerwonej Profesury. W latach 1933–1935 był starszym pracownikiem naukowym, później sekretarzem naukowym i kierownikiem sektora Naukowo-Badawczego Instytutu Fizyki Teoretycznej przy 1 Moskiewskim Uniwersytecie Państwowym, a od 1934 do końca życia starszym pracownikiem naukowym i następnie kierownikiem sektora Instytutu Fizycznego Akademii Nauk ZSRR/Rosyjskiej Akademii Nauk. Zajmował się początkowo fizyką optyczną, później mechaniką kwantową, fizyką jądrową i fizyką cząstek elementarnych. W 1951 został kierownikiem laboratorium Zjednoczonego Instytutu Badań Jądrowych, 1946-1960 pracował w Moskiewskim Uniwersytecie Państwowym jako adiunkt, a od 1951 profesor. W 1953 został członkiem-korespondentem, a w 1966 akademikiem Akademii Nauk ZSRR, 1967-1988 był członkiem Prezydium Akademii Nauk ZSRR, a od 1987 pełnomocnikiem Prezydium Akademii Nauk ZSRR - przewodniczącym Rady Centrum Naukowego Akademii w Troicku. Pochowany na Cmentarzu Chowańskim w Moskwie.

## Odznaczenia
- Medal Sierp i Młot Bohatera Pracy Socjalistycznej (12 maja 1978)
- Order Lenina (trzykrotnie - 12 maja 1968, 20 lipca 1971 i 12 maja 1978)
- Order „Znak Honoru” (19 września 1953)

i medale.